# 철천
철천(徹川, ?~?)은 신라의 장군이다.

## 생애
관등은 대아찬(大阿飡)이었으며, 673년에 문무왕의 명을 받고 병선 100척을 거느리고 당나라 수군과의 전투에 대비해 서해를 진수(鎭守)했다.